# Jens Grønlund
Jens Grønlund (født 30. november 1950) er en dansk kommunalpolitiker fra Venstre, der fra 1998 – 2006 var borgmester i Galten Kommune. Ved kommunalvalget i 2005 blev Grønlund valgt som formand for sammenlægningsudvalget i den nye Skanderborg Kommune og dermed dennes første borgmester fra 2007 og frem til 2009.
Grønlund blev første gang valgt til kommunalbestyrelsen i Galten Kommune i 1986. Han er uddannet lærer og arbejdede indtil borgmestergerningen som lærer ved Skovbyskolen.  